# تعرف الأفعال
يهدف التعرف على الأفعال أو النشاط إلى التعرف على تصرفات وأهداف وكيل أو أكثر من خلال سلسلة من الملاحظات حول تصرفاتهم والظروف البيئية. استحوذ هذا المجال البحثي منذ الثمانينيات على اهتمام العديد من مجتمعات علوم الحاسوب نظرًا لقوته في إتاحة الدعم الشخصي للعديد من التطبيقات المختلفة وارتباطه بالعديد من مجالات الدراسة المختلفة مثل الطب أو التفاعل الإنسان والحاسوب أو علم الاجتماع.
نظرًا لطبيعته المتعددة الأوجه، قد تشير مجالات مختلفة إلى التعرف على الأفعال مثل التعرف على الخطة والتعرف على الأهداف والتعرف على النوايا والتعرف على السلوك وتقدير الموقع والخدمات القائمة على الموقع.